# Dale Stevenson
Dale Stevenson (né le 1er janvier 1988) est un athlète australien, spécialiste du lancer du poids. 

## Biographie
En 2010, Dale Stevenson remporte la médaille de bronze du lancer du poids lors des Jeux du Commonwealth, avec 19,99 m. Il s'incline devant le Canadien Dylan Armstrong (21,02 m) et le Jamaïcain Dorian Scott (20,19 m).

### Palmarès
| Date | Compétition            | Lieu      | Résultat | Performance |
| ---- | ---------------------- | --------- | -------- | ----------- |
| 2010 | Championnats d'Océanie | Cairns    | 2e       | 19,41 m     |
| 2010 | Jeux du Commonwealth   | New Delhi | 3e       | 19,99 m     |

### Records
| Épreuve          | Performance | Lieu     | Date         |
| ---------------- | ----------- | -------- | ------------ |
| Lancer du poids  | 20,63 m     | Clemson  | 3 mai 2012   |
| Lancer du disque | 58,50 m     | Adélaïde | 5 avril 2009 |